# Robin Hood (film, 1991)
A Robin Hood 1991-ben bemutatott brit kalandfilm, amelyet John Irvin rendezett. Az élőszereplős játékfilm producere Sarah Radclyffe. A forgatókönyvet Sam Resnick és John McGrath írta, a zenéjét Geoffrey Burgon szerezte. A mozifilm a Working Title Films gyártásában készült, a 20th Century Fox forgalmazásában jelent meg. 
Nagy-Britanniában 1991. május 13-án, Magyarországon 1991. július 5-én mutatták be a mozikban.

## Szereplők
| Szereplő                      | Színész           | Magyar hang            |
| ----------------------------- | ----------------- | ---------------------- |
| Sir Robert Hode (Robin Hood)  | Patrick Bergin    | Szakácsi Sándor        |
| Marian úrnő                   | Uma Thurman       | Nagy-Kálózy Eszter     |
| Sir Miles Folcanet            | Jürgen Prochnow   | Vass Gábor             |
| János herceg                  | Edward Fox        | Mécs Károly            |
| Roger Daguerre báró           | Jeroen Krabbé     | Gáti Oszkár            |
| Will Scarlett                 | Owen Teale        | Sörös Sándor           |
| Little John                   | David Morrissey   | Konrád Antal           |
| Harry                         | Alex Norton       | Tolnai Miklós          |
| Tuck barát                    | Jeff Nuttall      | Horkai János           |
| Much, a molnár                | Danny Webb        | Sinkovits-Vitay András |
| Nicole, Roger szeretője       | Carolyn Backhouse | Hegyi Barbara          |
| Miter                         | Barry Stanton     | Kránitz Lajos          |
| Lodwick                       | Conrad Asquith    | Gruber Hugó            |
| Jester                        | Phelim McDermott  | N/A                    |
| Sam Timmons, az ács           | Caspar De La Mare | Makay Sándor           |
| Mabel                         | Cecily Hobbs      | N/A                    |
| Lily                          | Gabrielle Reidy   | N/A                    |
| Jack Runnel                   | Stephen Pallister | N/A                    |
| Charlie Runnel                | Kevin Pallister   | N/A                    |
| Apát                          | Richard Moore     | Velenczey István       |
| Gerald of Tewkesbury          | Jonathan Cullen   | Kerekes József         |
| Emlyn, az íjkészítő           | Anthony O'Donnell | Dobránszky Zoltán      |
| Gammer Tanzie, újabban özvegy | Gabrielle Lloyd   | Menszátor Magdolna     |
| Kastélyőr                     | Josh Moran        | Varga Tamás            |
| Mason, a szakállas kőműves    | Stan Pinton       | Kisfalussy Bálint      |

További magyar hangok: Csurka László, Kardos Gábor, Kiss Gábor, Melis Gábor